# 置盐信雄
置盐信雄（1927年1月2日—2003年11月8日）日本经济学家，出生于神户市兵库区，其专业领域为马克思主义经济学与理论经济学。

## 生平
1950年毕业于旧制神户商业大学（现为神户大学），1962年获得经济学博士学位。1964年成为神户大学经济学系教授。以37岁的年龄成为教授在当时颇为罕见。1965年赴剑桥大学访问研究。1966年成为经济理论学会干事，同年赴中国做学术访问。1976年赴剑桥大学和西德波鸿大学作研究和教学。1977年以《现代经济学》（『現代経済学』）获得“日经图书文化奖”。1979-80年任日本理论·计量经济学会会长。1990年从神户大学退休、任该大荣誉教授。后在大阪经济大学经济学系任教授至2000年。于2003年去世。

## 学术成果
置盐以他对马克思主义经济学的数理化而知名。置盐导入数理性分析的意义相当重大。不仅如此，置盐在马克思主义经济学者中，恐怕是对现代经济学理解最深人物。因此，他在作为马克思主义学者的同时，由其直达本质的数理分析才能和他对于经济学全面深刻的洞察力，使得他在现代经济学者中也得到了较高的评价。

## 著述

### 单著
- ISBN 4-00-000579-0
- ISBN 4-480-85406-1
- ISBN 4-272-11079-9
- ISBN 4-272-11105-1

### 编著
- ISBN 4-250-87045-6

### 合著
- ISBN 4-00-000599-5
- ISBN 4-272-11056-X

### 共同编著
- ISBN 4-272-11066-7

## 参照条目
- 置盐定理